# The Dead Girl
The Dead Girl é um filme de drama policial produzido nos Estados Unidos, dirigido por Karen Moncrieff e lançado em 2006.